# Franjo Frankapan
Franjo Frankopan, pravim imenom Ivan X. (lat. Francisci Frangepanibus, mađ. Ferenc Frangepán) (? — Požun, 1543.), hrvatski knez, kaločko-bački nadbiskup i diplomat.
Sin je kneza Ivana IX. Frankopana Cetinskog, bio je jedan od hrvatskih latinista u 16. stoljeću. Rođen je kao Ivan X., a kad je stupio u franjevački red, uzeo je ime Franjo. Pošao je stopama strica Grgura († 1523.) i postao kaločki nadbiskup i egerski biskup. Službovao je i kao diplomat na dvoru kralja Ivana Zapolje (1526. – 1540.) i bio je njegov poslanik kod poljskoga kralja Sigismunda I. (1506. – 1548.) te 1533. godine kod cara Karla V. u Španjolskoj, posredujući u ratu između Zapolje i Ferdinanda Habsburgovca.
Kralj Ivan Zapolja imenovao ga je kaločkim-bačkim nadbiskupom vjerojatno 1535. godine, a papa Pavao III. priznao ga je egerskim biskupom 8. kolovoza 1538. godine. Godine 1541. održao je, na saboru njemačkih knezova u Regensburgu, govor protiv Turaka (Oratio reverendissimi in Christo patris) koji je ubrzo tiskan.